# Euthalia merguia
Euthalia merguia är en fjärilsart som beskrevs av Robert Christopher Tytler 1926. Euthalia merguia ingår i släktet Euthalia och familjen praktfjärilar. Inga underarter finns listade i Catalogue of Life.